# Hard Wind Blows
Hard Wind Blows är ett musikalbum från 1980 av den svenska sångerskan Py Bäckman.

## Låtlista
1. 52:nd
2. Tonight
3. LA Freeway
4. Crack Of Luck
5. Step On Me
6. Fast Train's Running
7. Bedroom
8. Mr. Who
9. For A Loved One
10. Analyzing Time